# 迪瓦德 (科羅拉多州)
迪瓦德（英語：Divide）是位於美國科羅拉多州特勒縣的一個人口普查指定地區。

## 地理
迪瓦德的座標為38°56′31″N 105°09′28″W / 38.94194°N 105.15778°W，而該地最高點為海拔高度2793米（即9165英尺）。

## 人口
根據2010年美國人口普查的數據，迪瓦德的面積為0.88平方千米，當中陸地面積為0.88平方千米，而水域面積為0.00平方千米。當地共有人口127人，而人口密度為每平方千米144人。